# Crno i Belo
«Crno i Belo» — пісня македонської співачки Каліопі, з якою вона представлятиме Македонію на пісенному конкурсі Євробачення 2012 в Баку. За результатами другого півфіналу, який відбувся 24 травня, композиція пройшла до фіналу.